# Microdytes heineri
Microdytes heineri (лат.) — вид жуков-плавунцов рода Microdytes из подсемейства Hydroporinae (Dytiscidae). Длина около 2 мм. Юго-Восточная Азия: Китай, Лаос, Таиланд. Назван в честь Dr. Heiner Schönmann (Вена, Австрия).

## Описание
Жуки мелких размеров; длина продолговато-овального тела около 2 мм. От близких видов отличаются следующими признаками: пронотум преимущественно красновато-коричневый до тёмно-коричневого; задние тазики самца с отчётливыми волосками. 
Надкрылья без постмедиального пятна около шва. Пронотум без поперечной полосы. На задних тазиках грубые пунктуры. Надкрылья без вдавления на латеральной стороне.